# Paper Aeroplanes
Paper Aeroplanes je velšské hudební duo. Vzniklo v roce 2009 (členové spolu hráli již předtím, pod tímto názvem však nikoliv) a tvoří jej Richard Llewellyn a Sarah Howells, členka skupiny Halflight (oba hrají na kytary a zpívají). Svou první desku skupina vydala v roce 2010 (vydavatelství My First Records) a následovalo několik dalších. V roce 2015 skupina přispěla písní „Goldrush“ na charitativní album Reach Out: Welsh Rock for Refugees.

## Diskografie
- The Day We Ran Into the Sea (2010)
- We Are Ghosts (2011)
- Little Letters (2013)
- Joy (2015)